# بوکه‌جیکی
بوکه‌جیکی (به ژاپنی: 武家事紀) یک کتاب تاریخی در مورد بوکه (سامورایی) که توسط یاماگا سوکو در سال ۱۶۷۳ در هنگامی که سوکو به قلمروی آکو تبعید شده بود نوشتن آن آغاز شده‌است. این نوشته در مجموع ۵۸ طومار است.